# Simurq PFC
El Simurq PFC es un equipo de fútbol de Azerbaiyán que pertenece a la Liga Premier de Azerbaiyán, la liga de fútbol más importante del país.
Fue fundado en el 2005 en la ciudad de Zaqatala.

## Récord europeo
| Temporada | Copa               | Ronda | Club        | Resultado |
| --------- | ------------------ | ----- | ----------- | --------- |
| 2009-10   | UEFA Europa League | 1Q    | Bnei Yehuda | 0-1, 0-3  |

| Competición        | Juegos | Ganados | Empatados | Perdidos | GF | GC |
| ------------------ | ------ | ------- | --------- | -------- | -- | -- |
| UEFA Europa League | 2      | 0       | 0         | 2        | 0  | 4  |
| Total              | 2      | 0       | 0         | 2        | 0  | 4  |

## Jugadores destacados
| - Tural Cəlilov - Aleksandr Chertoganov - Vyaçeslav Lıçkin - Rauf Mehdiyev - Elşən Məmmədov - Ramil Sayadov - Sergey Sokolov - Roman Akhalkatsi - David Bolkvadze - Teymuraz Gongadze | - Serhiy Artiukh - Taras Chopik - Alexandr Malygin - Vladimir Mazyar - Mikhailo Starostiak |

## Entrenadores
- Anatoli Piskovets (2005-2006)
- Viktor Pyshev (2006)
- Roman Pokora (2006-2010)
- Gjoko Hadžievski (2010-2011)
- Sergei Yuran (2011-2012)
- Igor Getman (2012) como interino
- Giorgi Chikhradze (2012-presente)